# Haploa smithi
Haploa smithi är en fjärilsart som beskrevs av Dyar 1902. Haploa smithi ingår i släktet Haploa och familjen björnspinnare. Inga underarter finns listade i Catalogue of Life.